# غاري بلودغت
غاري بلودغت هو سياسي أمريكي، ولد في 17 أكتوبر 1937 في بليزنتفيل في الولايات المتحدة. نشط حزبياً في الحزب الجمهوري. وقد انتخب عضو مجلس نواب ولاية آيوا ‏.